# Buntungwa (Kitwe)
Buntungwa è un ward dello Zambia, parte della Provincia di Copperbelt e del Distretto di Kitwe.